# بورغ اولسن-هاغن
بورغ اولسن-هاغن هو محرر وسياسي نرويجي، ولد في 10 فبراير 1883 في ستافانغر في النرويج، وتوفي في 13 سبتمبر 1936. نشط حزبياً في حزب العمال.

## مناصب
- انتخب عضو برلمان النرويج  [لغات أخرى]‏ عن دائرة Market towns of Vest-Agder and Rogaland counties [الإنجليزية]‏ وقد انضم خلال فترته النيابية ‏ (1934 – 1936) للكتلة البرلمانية حزب العمال.
- انتخب عضو برلمان النرويج  [لغات أخرى]‏ عن دائرة Market towns of Vest-Agder and Rogaland counties [الإنجليزية]‏ وقد انضم خلال فترته النيابية ‏ (1931 – 1933) للكتلة البرلمانية حزب العمال.
- انتخب عضو برلمان النرويج  [لغات أخرى]‏ عن دائرة Market towns of Vest-Agder and Rogaland counties [الإنجليزية]‏ وقد انضم خلال فترته النيابية ‏ (1928 – 1930) للكتلة البرلمانية حزب العمال.
- انتخب عضو برلمان النرويج  [لغات أخرى]‏ عن دائرة Market towns of Vest-Agder and Rogaland counties [الإنجليزية]‏ وقد انضم خلال فترته النيابية ‏ (1925 – 1927) للكتلة البرلمانية حزب العمال.